# Barkmere
Barkmere é uma cidade localizada na província de Quebec no Canadá.